# Iwaniwka (osiedle w hromadzie Barwinkowe)
Iwaniwka (ukr. Іванівка) – sełyszcze na Ukrainie, w obwodzie charkowskim, w rejonie iziumskim, w hromadzie Barwinkowe. W 2001 roku liczyło 1275 mieszkańców, spośród których 924 wskazało jako ojczysty język ukraiński, 341 rosyjski, 3 białoruski, 1 ormiański, 5 inny, a 1 osoba się nie zadeklarowała. W 2020 roku liczyło 823 mieszkańców.